# Demonax transversalis
Demonax transversalis là một loài bọ cánh cứng trong họ Cerambycidae.